# Centro de convenciones poeta Ronaldo Cunha Lima
El Centro de Convenciones Poeta Ronaldo Cunha Lima, ubicado en la capital João Pessoa; fue diseñado para ser uno de los más modernos de Brasil, con todos los equipos necesarios para la realización de grandes proyectos. Su estructura está compuesta por 4 edificios principales: la Torre del Mirante, el Pabellón de Ferias y Exposiciones, el Pabellón de Congresos y Convenciones y el Teatro Piedra del Reino. Es uno de los lugares de eventos más modernos y sofisticados en América Latina, con 48 676 m². Se encuentra en la carretera PB-008, km 5, Polo Ecoturístico de Cabo Branco.

## Estructura
La estructura del Centro de Convenciones de João Pessoa está compuesta por 4 edificios principales: la Torre del Mirador, el Pabellón de Ferias y Exposiciones, el Pabellón de Congresos y Convenciones, y el Teatro Piedra del Reino.

### Torre del Mirador

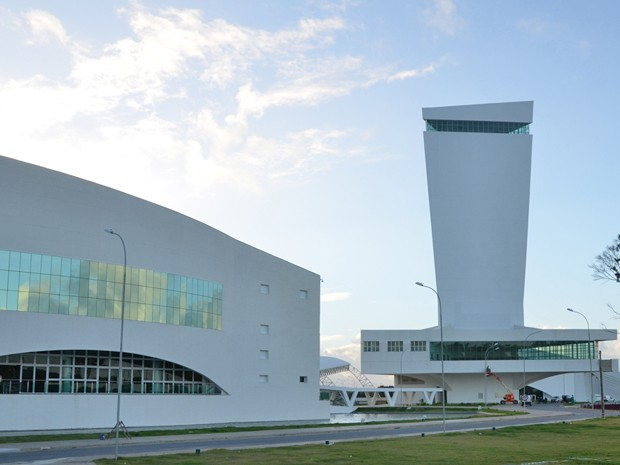
La Torre del Mirador a la derecha.

La Torre del Mirador está formada por la torre vislumbrante y moderna en la parte central del Centro de Convenciones de João Pessoa.

### Pabellón de Ferias y Exposiciones

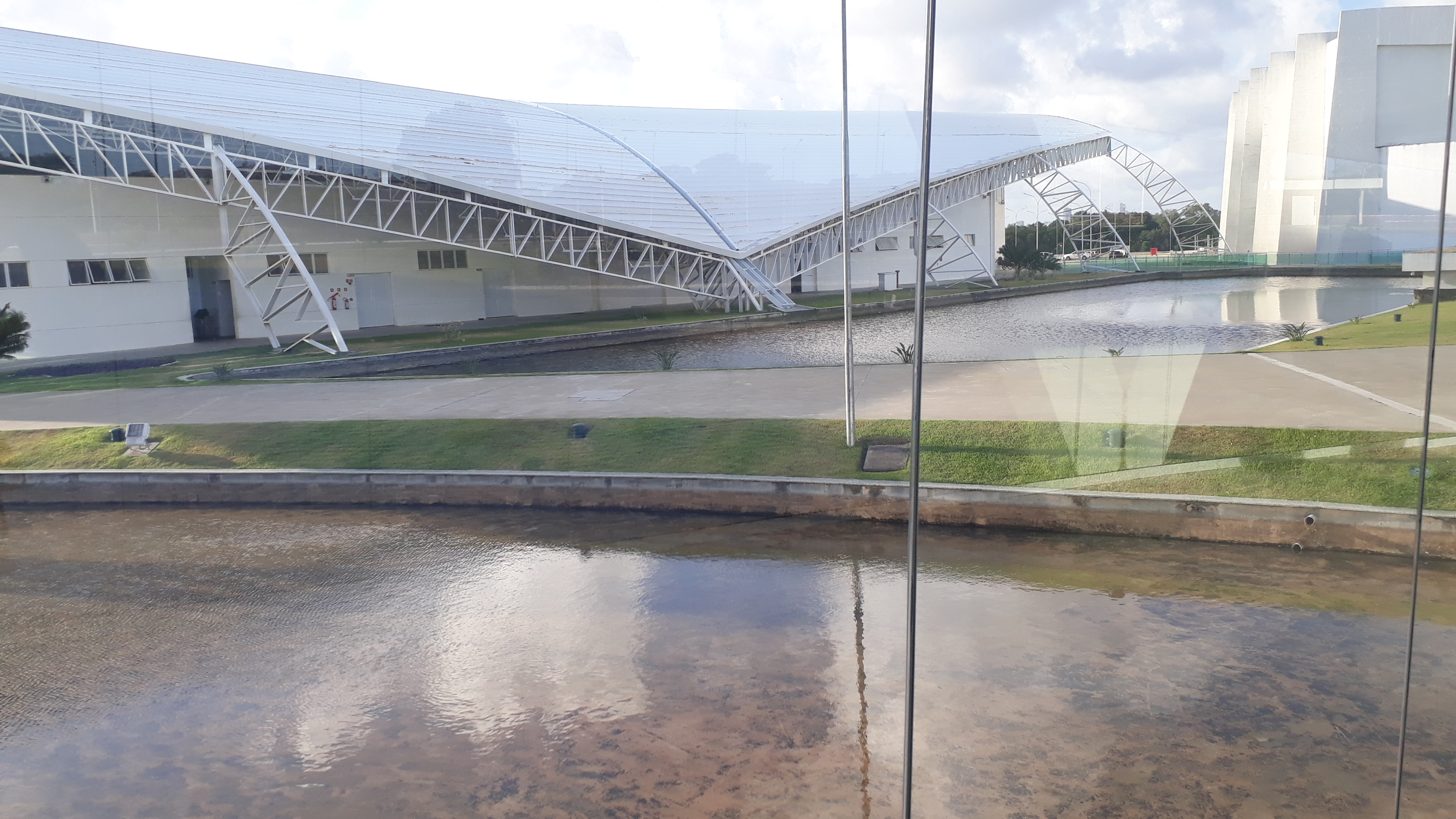
Fachada del Pabellón de Ferias y Exposiciones.

Tiene capacidad para realizar hasta 4 eventos simultáneos, con capacidad para albergar a 20 000 personas. El edificio fue orientado en sentido longitudinal, desde el norte hacia el sur, para permitir un mayor sombreado de las fachadas y ventilación natural. Además, en el subsuelo existe un área técnica, proyectada con la tecnología más moderna, con un sistema de extracción mecánica, en el que todas las instalaciones podrán ser hechas y distribuidas para proporcionar a los stands puntos de agua, alcantarillado, electricidad y cableado estructurado.

### Pabellón de Congresos y Convenciones

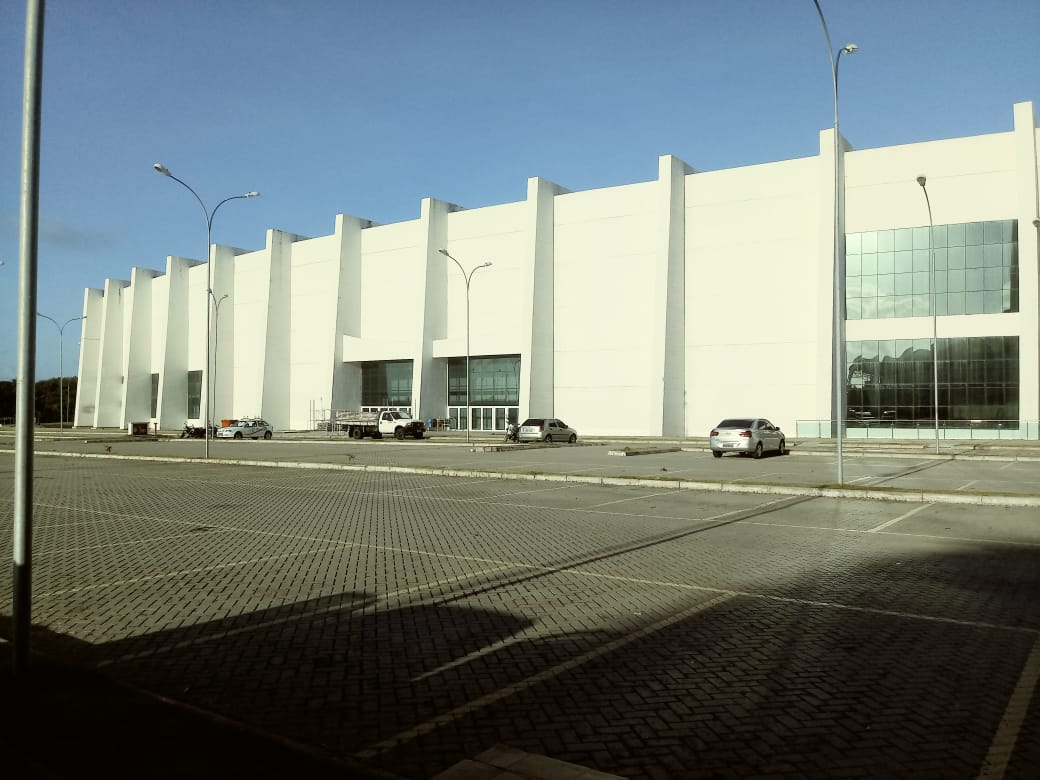
Fachada del Pabellón de Congresos y Convenciones.

Esta estructura tiene capacidad para albergar hasta 9000 personas. Fue insertada dentro de un lago artificial con profundidad de 60 cm (centímetros) y está interconectada al bloque de la Torre del Mirador a través de una pasarela cubierta. Su planta está formada por 4 arcos de circunferencia, formando una construcción sofisticada y concurrida.
En el primer pavimento, la estructura posee foyer, sin descenso, siendo su pie derecho el total debajo de la cubierta, y en el ball-room un pie derecho de 7 m (metros), con tratamiento acústico en las paredes y en el forro, que puede funcionar como auditorio o subdividido en hasta 8 espacios. Además, cuenta con sala multiusos, sala de apoyo, reprografía y 3 conjuntos para sanitarios públicos. Las salas multiuso y de apoyo también podrán ser segmentadas por particiones móviles. La concepción fue hecha para permitir que los espacios fueran utilizados según la conveniencia de cada evento, permitiendo una gama muy variada de arreglos. El Pabellón de Congresos y Convenciones posee dos accesos: el primero, por el Atrio del Mirador, y, el secundario, por el lateral, interconectado al estacionamiento.

### Teatro Piedra del Reino

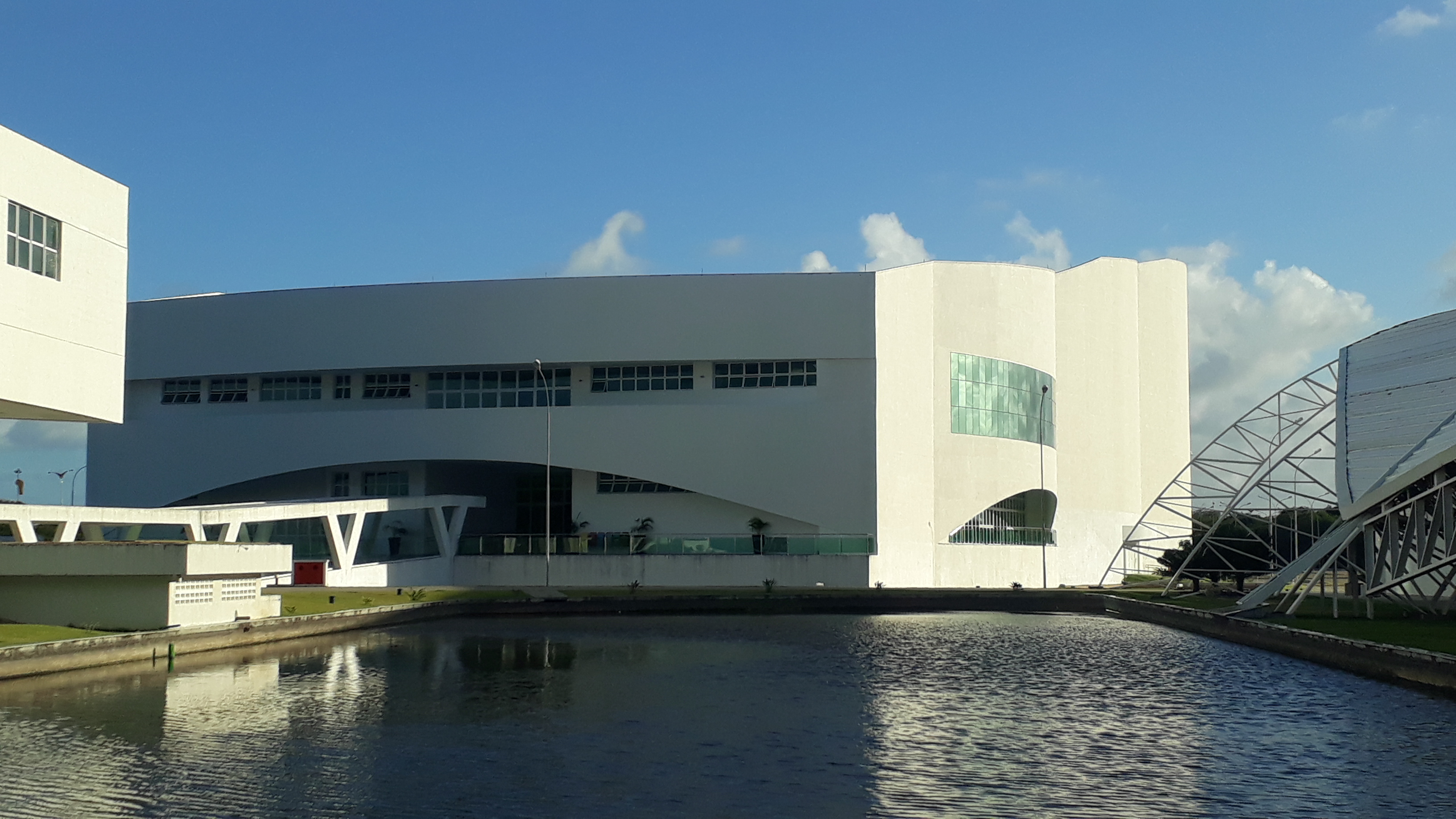
Fachada del Teatro Piedra del Reino.

La estructura del Teatro Piedra del Reino, que es el mayor teatro del Nordeste y el segundo de Brasil, incluye sonorización e iluminación escénicas de última generación. De los 2924 lugares, hay 2820 sillones comunes, 18 sillones para obesos, 36 sillones para personas con movilidad reducida, y 50 asientos para sillones. El teatro tiene seis niveles. Tiene formas en curvas, y se compone de cuatro volúmenes: hall de entrada, foyer, platea y escenario.
El Teatro Piedra del Reino posee un área total de 11 763 m² (metros cuadrados), siendo 440 m² destinados al foso de la orquesta, con diseño de forro para facilitar la propagación del sonido para escenario y platea. La capacidad es para casi 3000 personas.

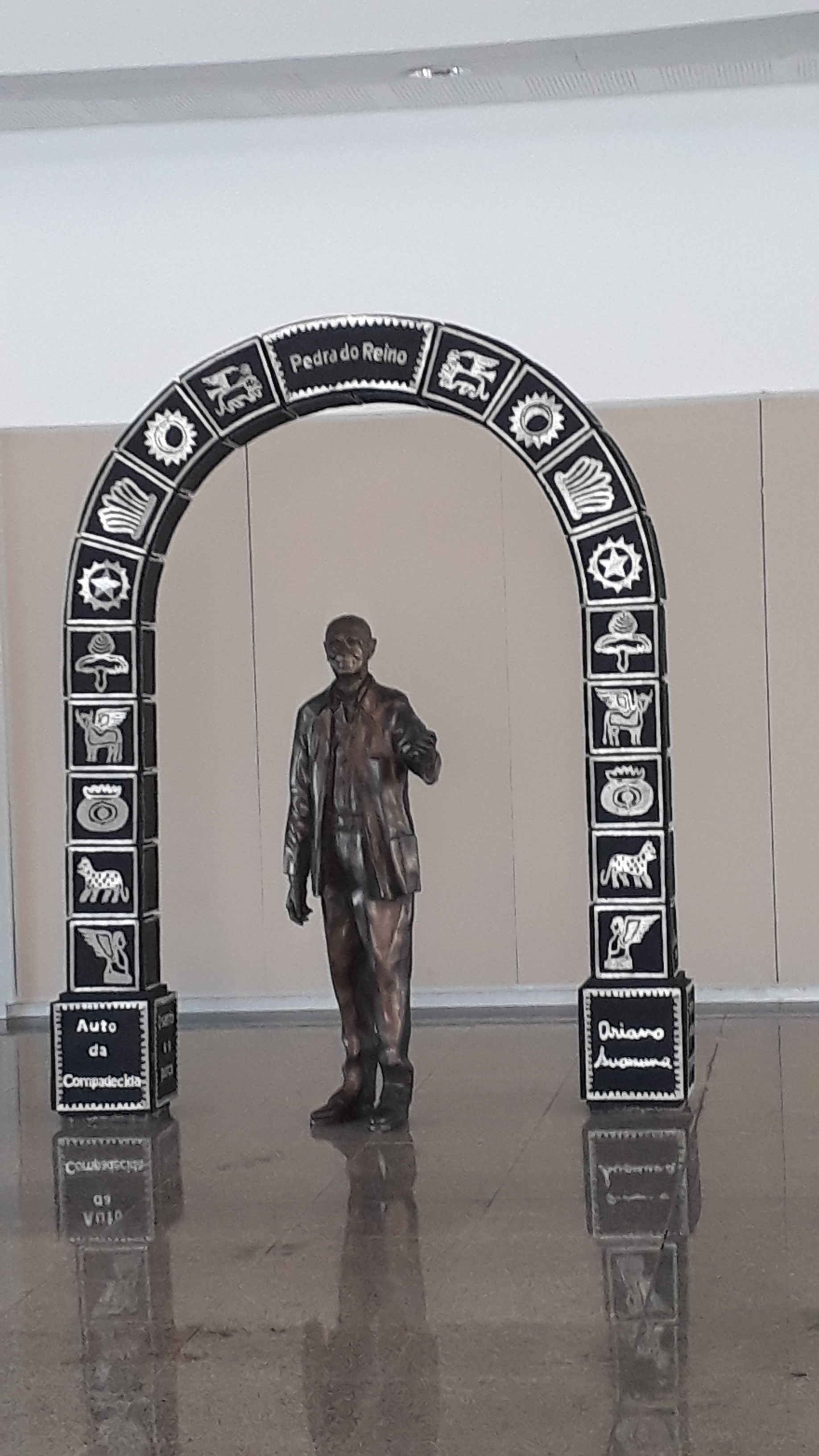
Estatua de Ariano Suassuna en el Teatro Piedra del Reino.

El nombre del teatro, Piedra del Reino, fue para homenajear al dramaturgo personal Ariano Suassuna, autor de la obra homónima.

## Sostenibilidad
La estructura del Centro de Convenciones de João Pessoa se adecua al PCA (Plan de Control Ambiental). Contornando toda el área del emprendimiento, existe un corredor ecológico de 100 m (metros) de ancho, con toda la vegetación existente preservada. Además, João Pessoa está en el punto más oriental de las Américas y, por este motivo, fue proyectada, frente al mirador, una plaza con un reloj de sol.

## Accesibilidad
Toda la estructura del Centro de Convenciones Poeta Ronaldo Cunha Lima en João Pessoa es adaptada a los portadores de necesidades especiales. La locomoción fue planeada para atender al público que necesita accesibilidad, poseyendo rampas de acceso y elevadores, proporcionando soporte a los pavimentos de todos los edificios del Centro de Convenciones de João Pessoa. Si hay necesidad, sillas de ruedas estarán disponibles para los visitantes en el lugar.

## Premios
El Centro de Convenciones de João Pessoa proporcionó a Paraíba y su complejo de eventos, a recibir, en el año 2016 y 2017, en São Paulo, la premiación nacional Jacaré de Bronze, como uno de los mejores destinos para la realización de Congresos y Eventos, en la 17.ª edición del Premio Caio 2017, que se considera el Óscar del turismo.
En 2015, 2018 y 2019, el Centro de Convenciones Poeta Ronaldo Cunha Lima recibió el Premio Jacaré de Prata, como uno de los mejores destinos para eventos en Brasil.
El principal objetivo del premio es incentivar, reconocer y valorar el trabajo de profesionales, empresas organizadoras de eventos, prestadores de servicios, hoteles, resorts, centros de convenciones, espacios para congresos y destinos en el desempeño sostenible del turismo en el país.